# Памятник генералу Карбышеву (Москва)

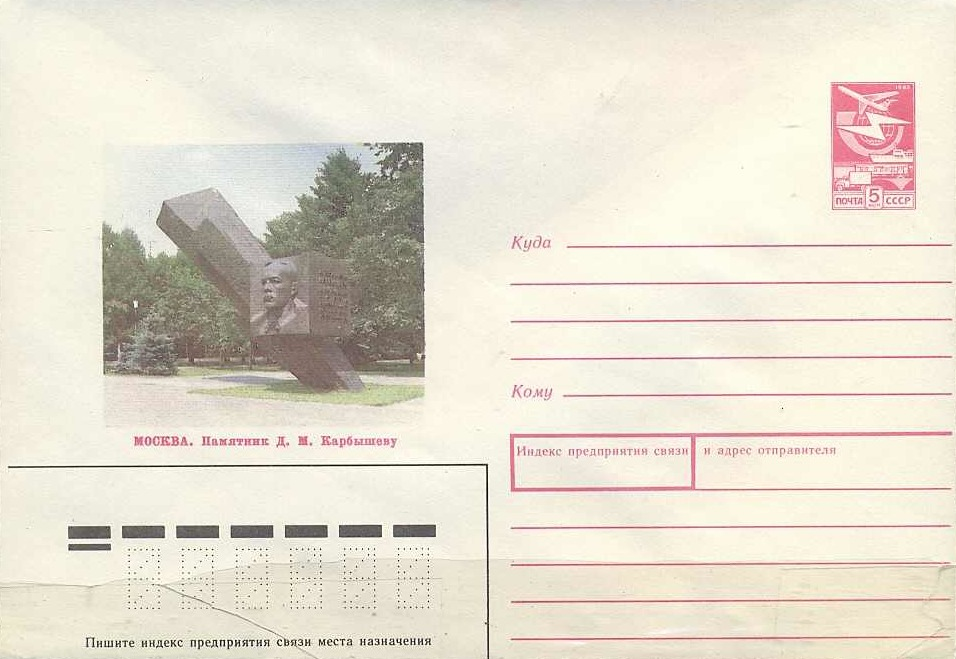
Почтовый конверт СССР, 1989 год.

Памятник Герою Советского Союза генералу-лейтенанту Дмитрию Карбышеву установлен в 1980 году в месте пересечения бульвара его имени и проспекта Маршала Жукова.

## Из истории
Д. М. Карбышев был советским генералом, инженером. В начале Великой Отечественной войны он попал в плен. Ему предлагали сотрудничать, но он отказался. Карбышев содержался в немецких концентрационных лагерях: Замосць, Хаммельбург, Флоссенбюрг, Майданек, Аушвиц, Заксенхаузен и Маутхаузен. Неоднократно от администрации лагерей получал предложения сотрудничать. Несмотря на свой возраст был одним из активных руководителей лагерного движения сопротивления. В ночь на 18 февраля 1945 года в концлагере Маутхаузен (Австрия), в числе других заключённых (около 500 человек), был облит водой на морозе и погиб. Стал символом несгибаемой воли и стойкости.

## Описание
Памятник генералу Дмитрию Михайловичу Карбышеву открыт 7 мая 1980 года на бульваре Генерала Карбышева. Авторы памятника скульптор В. Е. Цигаль, архитектор А. М. Половников. Памятник отлит целиком из бронзы, в виде устремлённых ввысь 8-метровых форм, символизирующих ледяные глыбы, на которых укреплён куб с портретом героя. На памятном знаке высечено:
Дмитрию Михайловичу Карбышеву, Герою Советского Союза, генерал-лейтенанту инженерных войск, доктору военных наук.

## В филателии
В 1989 году выпущен почтовый конверт с изображением памятника.